# Samsung Galaxy S5

Logo

Samsung Galaxy S5 – smartfon z serii Galaxy produkowany przez koreańską firmę Samsung. Zaprezentowany 24 lutego 2014 roku podczas Mobile World Congress w Barcelonie. Jego premiera odbyła się 11 kwietnia 2014 roku. Smartfon posiada chipset Qualcomm MSM8974AC Snapdragon 801, procesor czterordzeniowy Krait 400 (każdy rdzeń taktowany 2,5 GHz), oraz układ graficzny Adreno 330. Urządzenie wyposażone jest w ekran Super AMOLED 5,1 cala o rozdzielczości 1920 × 1080 pikseli (432 ppi), 2 GB pamięci RAM oraz slot na karty pamięci Micro SD do 128 GB. Oparty jest na systemie operacyjnym Android w wersji 4.4.2 (Kitkat). Posiada tylny aparat 16 Mpix, ulepszone ustawianie ostrości i tryb HDR, oraz może nagrywać filmy w rozdzielczości 2160p w 30 kl./s, w 1080p w 60 kl./s, w 720p w 240 kl./s. Wyposażony jest w baterię Li-ion o pojemności 2800 mAh, jest wodoodporny, odporny na pył i kurz, posiada czujnik tętna (pulsomierz), czytnik linii papilarnych na przycisku home oraz barometr, produkowany w czterech dostępnych na rynku kolorach: niebieskim, złotym, białym oraz czarnym.
Producent dostarczył do sprzedawców 10 mln urządzeń w 25 dni, dwa dni szybciej niż przy Galaxy S4, ale po trzech miesiącach łącznie dostarczono 12 mln, o 25% mniej niż S4 w tym samym czasie.